# Luftangriffe auf Friedrichshafen

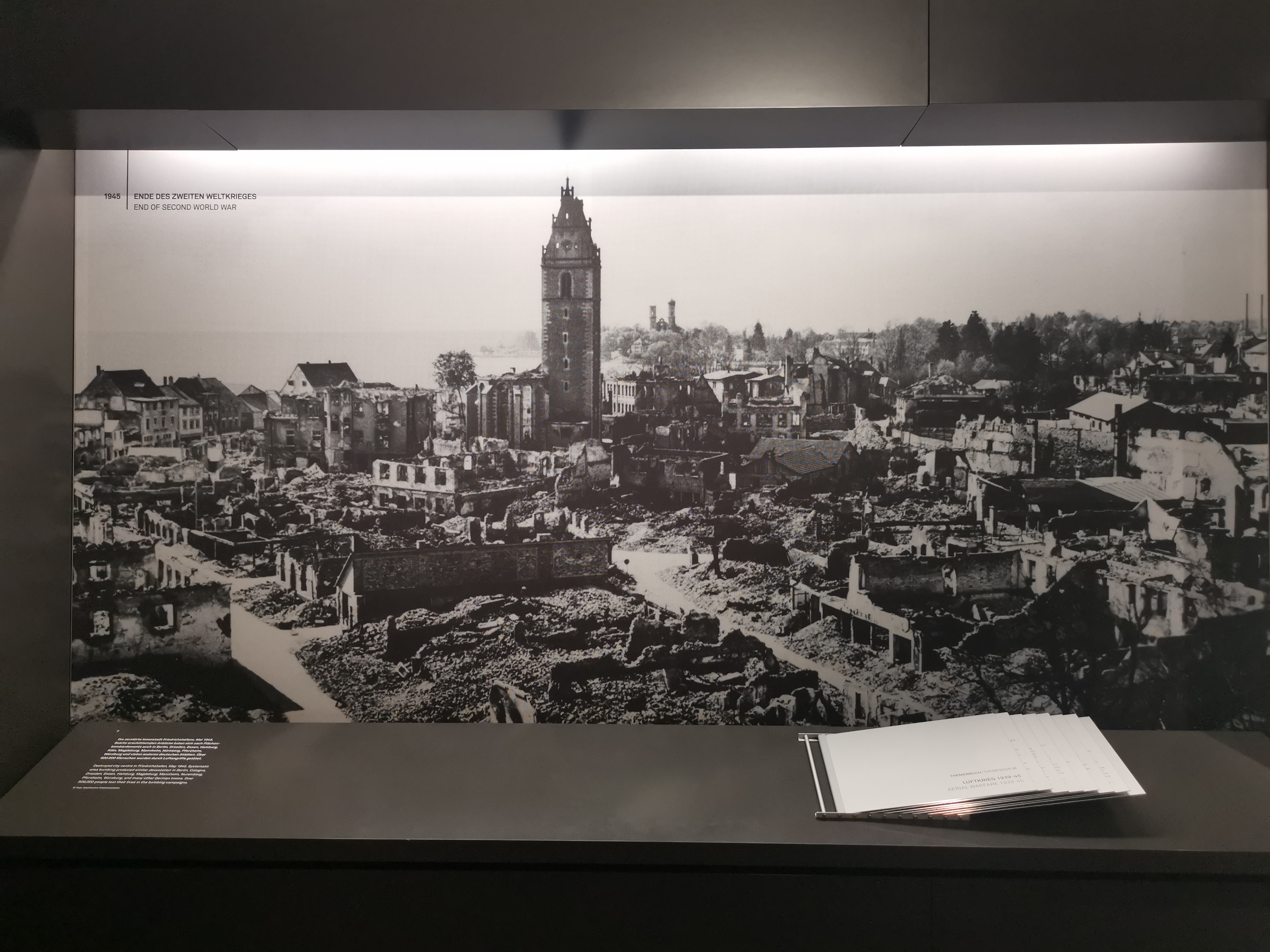
Friedrichshafen nach Luftangriff

Während des Zweiten Weltkrieges gab es elf Luftangriffe der Alliierten auf Friedrichshafen mit insgesamt eintausend Toten und Verwundeten und einer nahezu vollständigen Zerstörung der alten Bodenseestadt.

## Friedrichshafen

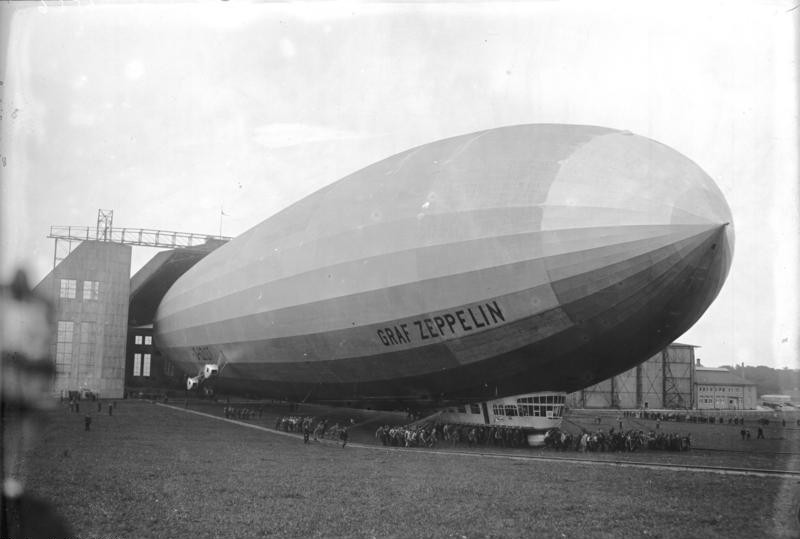
Luftschiff auf dem Gelände der Luftschiffbau Zeppelin 1928

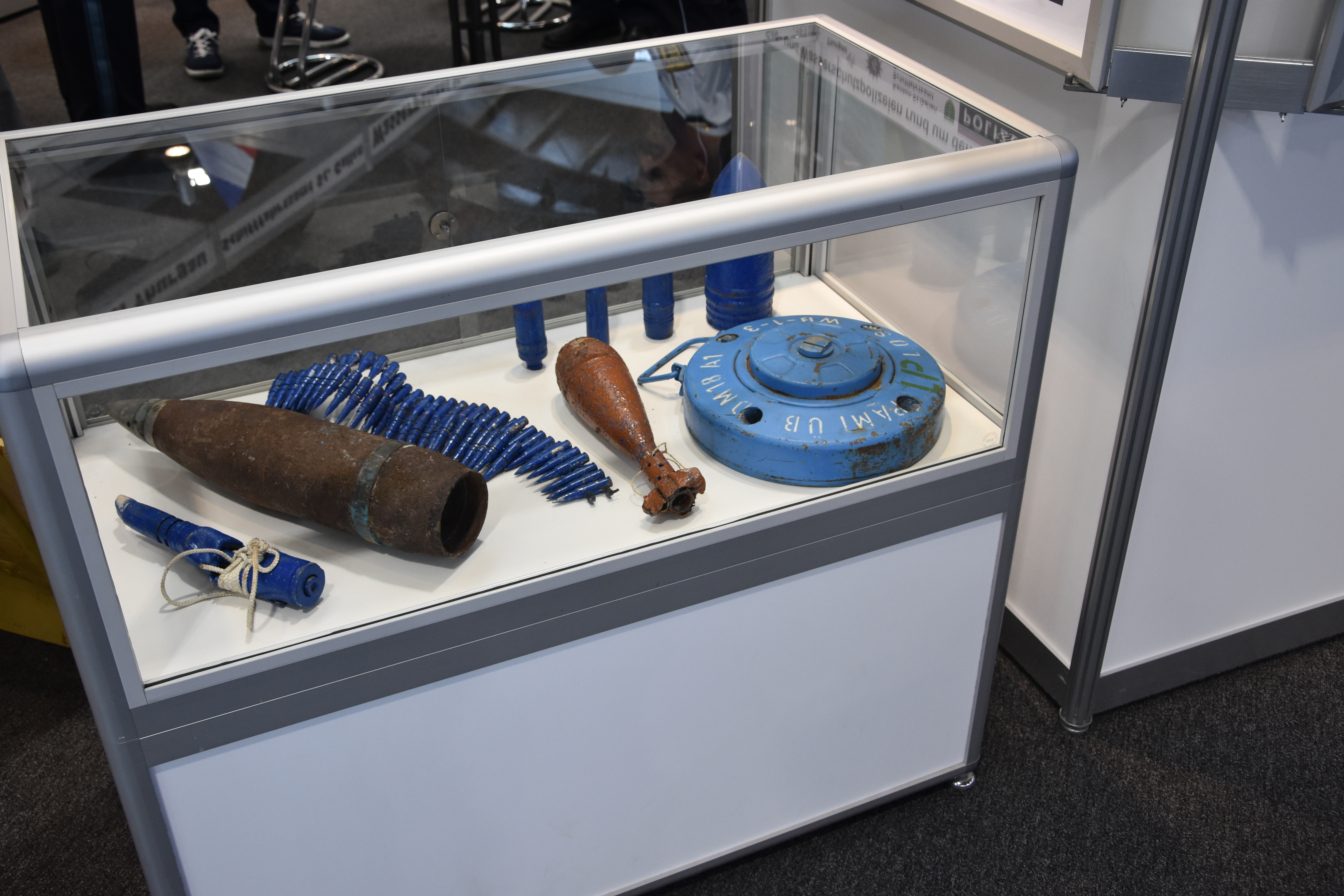
Im Bodensee finden sich noch heute Blindgänger aus dem Zweiten Weltkrieg

Friedrichshafen, benannt nach dem württembergischen König Friedrich I., ist im Jahre 1811 aus dem Zusammenschluss der dörflichen Siedlung am Kloster Hofen und der Reichsstadt Buchhorn entstanden. Schon vor dem Zweiten Weltkrieg war die 30.000-Einwohner-Stadt geprägt durch namhafte Industrieunternehmen wie Dornier-Werke, Maybach-Motorenbau, Luftschiffbau Zeppelin, ZF Friedrichshafen und ihre Zulieferer. Aufgrund dieser beträchtlichen Ansammlung von Industriebetrieben war die Stadt ein Ziel alliierter Luftangriffe. Hierbei ist jedoch darauf hinzuweisen, dass nicht nur Industriegebiete am Stadtrand, sondern auch dichtbewohnte Innenstadtviertel gezielt angegriffen wurden (Morale-Bombing-Strategie).

## Würzburg-Riese und Großrakete Aggregat 4
Die Alliierten vermuteten irrtümlich, dass innerhalb der Luftschiffbau Zeppelin auch eine Produktionslinie mit Teileherstellung für den Würzburg-Riesen existierte. Dieses Radargerät im Entwicklungsstadium war ein wesentliches Hilfsmittel der Kammhuber-Linie, benannt nach dem General der Nachtjagd und Kommandeur der Nachtjäger Josef Kammhuber.
Was die Aufklärung der Alliierten nicht herausfand, war aber, dass bei der Luftschiffbau Zeppelin im Juni 1943 die Teilefertigung für die Großrakete Aggregat 4, besser bekannt unter dem Propagandanamen Vergeltungswaffe 2 – kurz V2 –, anlaufen sollte. Tatsächlich fanden aber am 18. Juni 1943 und am 8. Oktober 1943 zwei gezielte Luftangriffe auf die Luftschiffbau Zeppelin in Friedrichshafen statt und verhinderten eher zufällig die anlaufende Produktion der V2.

## 28. April 1944
Am 28. April 1944 bombardierten die Alliierten zum ersten Mal gezielt ein Wohngebiet. Der Angriff dauerte von 2:00 Uhr bis 2:50 Uhr. Innerhalb dieser fünfzig Minuten wurden 185.000 Brandbomben, 580 Sprengbomben und 170 Luftminen abgeworfen. 136 Menschen starben. Die Krankenhäuser und Notfallstationen registrierten nach dem Angriff 375 verwundete Personen.